# مستوطنة قرية الأثرية
قُريِّة هي مستوطنة اثرية في السعودية، تقع إلى الشمال الغربي من مدينة تبوك وعلى بعد 90 كم منها. وهي عبارة عن مدينة سكنية ومنطقة زراعية تعود إلى الألف الأول قبل الميلاد، وقد اكتشف فيها العديد من الأدوات الحجرية كما يوجد بها أفران لصناعة الفخار، والأسوار ممتدة في السهل وترتفع إلى قمة الجبل تحفها السهول من كل جانب إضافة إلى المعابد وجداول توزيع المياه التي تشبه نظام الري في منطقة البدع إذ يرتبطان ارتباطاً وثيقاً من حيث الأقسام الزراعية والصناعية.
ذكر الموقع لأول مرة الرحالة الفنلندي جورج أوغست فالين عام 1848م، كما قام جون فيلبي بزيارة موقع قُريِّة في عام 1951م، وكتب عنها مقالة بعنوان (H. StJ. B. Philby, the Lost Ruins of Quraiya, the Journal of the Royal Asiatic Society, No. CXVII, Part 4, 1955, PP. 248–259.) ذكر فيه التضاريس والمستوطنة والقلعة، والسور ومنشآتها المعمارية والحقول الزراعية، والقنوات، والسواقي، والسدود، والحواجز، والسواتر المائية. وجاء بالحديث على مغارتين خارج سور المدينة في السلسلة الجبلية فوصفهما وصفاً مفصلاً. وتحدث أيضاً عن مظاهر معمارية مثل الدوائر الحجرية الضخمة، والرجوم، ومئة مدفن يُظن أنها شبيهة بالمدافن السبئية في جنوب الجزيرة العربية.

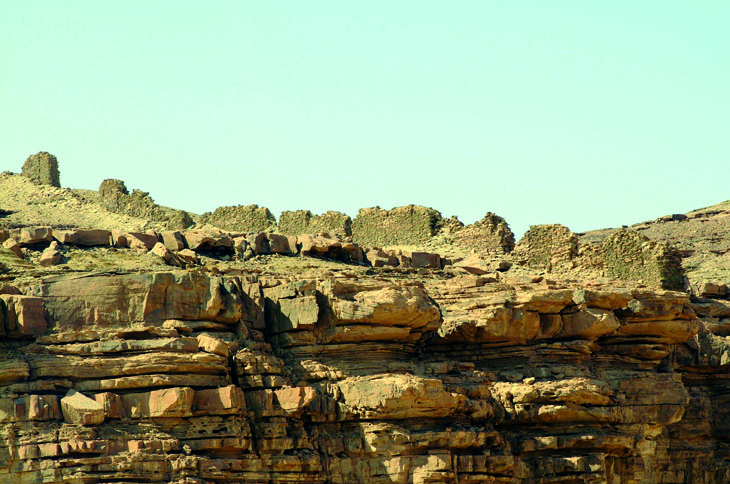

## المسوحات الأثرية في قرية

### مسوحات بعثة سعودية يابانية
قامت البعثة بإشراف الهيئة العامة للسياحة والتراث الوطني بمسوحات أثرية في الموقع. يعتبر حوض قرية من المناطق الواعدة بما تضمه من تسلسل استيطاني يرجع إلى العصر الحجري الحديث والعصر الحديدي حيث تم الكشف به عن مستوطنة صغيرة تضم عشرة مدافن، ويمكن القول بما قدمته نتائج الدراسات من نتائج أولية أنّ المنطقة تعتبر ذات نشاط رعوي شبه مستقر في تلك الحقب، وقد كشف في بعض تلك المدافن عن أدوات حجرية للطحن.
وتم الكشف في موقع قرية عن تسع مدافن، كشفت الدراسات أنها مدافن جماعية من عصور ما قبل التاريخ لرعاة رحل معزولة عن مواقع الإستيطان البشري، وهي ذات أبراج دائرية ومستطيلة ومربعة ومنها ما تعلوها منصات وجدران قائمة. وبمقارنة هذه المدافن مع مثيلاتها في المناطق المجاورة في سيناء وجنوب الأردن يمكن إرجاعها إلى أواخر العصر الحجري الحديث والعصر النحاسي والعصر البرونزي المبكر. كما أكتشفت في بعض المواقع كسر فخارية من العصر الحجري الحديث والحديدي والنحاسي.
وأكدت نتائج الدراسات أنّ منطقة الدراسة لا تعطي فقط فهم لطبيعة الأنماط الرعوية القديمة فحسب؛ بل تسلط الضوء على مسألة التواصل الحضاري بين المناطق المجاورة  (خاصةً جنوب الأردن وسيناء) اللتين يوجد بهما نماذج مماثلة لما تمّ الكشف عنه. واكتشفت فرق المسح الاثري العديد من الأدوات الحجرية خلال هذا المسح منها منقاش من الحجر الصوان يرجع للعصر الحجري الحديث

### مسوحات هيئة التراث السعودية وجامعة فيينا النمساوية
في ديسمبر 2021م كشفت هيئة التراث في السعودية عن نتائج أعمال التنقيب التي توصل إليها فريق مشترك بين الهيئة وجامعة فيينا النمساوية في موقع «قريّة»، التي تعد من أكبر المستوطنات الأثرية الموثقة في الجزيرة العربية على الإطلاق، والقرية مسوّرة بالحجارة على مساحة 300 هكتار.
كانت أهم نتيجة توصل لها الفريق البحثي قبل اكتشاف أسوار قرية، العثور على مقبرة على هيئة دائرة من الحجارة على قمة هضبة الموقع دفن فيها أكثر من اثني عشر فرداً من عليّة القوم (نساء ورجالاً وأطفالاً) ودفن معهم أكثر من 1000 خرزة و8 قلائد منوعة من الطين والخزف المزخرف ومستوردات أم اللؤلؤ والأصداف، إضافة للعظام والعاج والأحجار الكريمة وما شابهها من العقيق والهيماتيت والأمازونيت والمرو الشفاف والحجر الأخضر والفيروز واللازورد، وكذلك دفنت معهم هدايا من أواني الفخار ملون بعضها وقرابين حيوانات.